# The Box
The Box (bra: A Caixa; prt: Presente de Morte) é um filme estadunidense de 2009, dos gêneros suspense, terror e ficção científica, dirigido e escrito por Richard Kelly, baseado no conto "Button, Button", de Richard Matheson.
Trata-se de uma refilmagem do episódio "Button, Button", da telessérie The Twilight Zone.

## Sinopse
Norma Lewis (Cameron Diaz) é uma professora, e seu marido, Arthur Lewis (James Marsden) é um engenheiro da NASA. Mas a família começa a ter dificuldades financeiras, pois o salário de Arthur é reduzido. Mas tudo muda quando um estranho homem de rosto desfigurado, Arlington Steward (Frank Langella) os oferece uma proposta tentadora: a caixa. A partir do momento em que o botão vermelho na caixa é apertado, alguma pessoa desconhecida automaticamente morre. E, fazendo isso, ganha-se 1 milhão de dólares. Eles tem 24 horas para decidir se vão aceitar ou não a caixa e apertar o botão.

## Elenco
| Intérprete      | Personagem            |
| --------------- | --------------------- |
| Cameron Diaz    | Norma Lewis           |
| James Marsden   | Arthur Lewis          |
| Frank Langella  | Arlington Steward     |
| Gillian Jacobs  | Dana Steward          |
| Debora Rush     | Clymene Steward       |
| Sam Oz Stone    | Walter Lewis          |
| Ryan Woodle     | Lucas Carnes          |
| James Rebhorn   | Norm Cahill           |
| Holmes Osbourne | Dick Burns            |
| Celia Weston    | Lana Burns            |
| Bill Thorpe     | Administrador da NASA |

## Recepção
O Metacritic, que usa uma média ponderada, atribuiu ao filme uma pontuação de 47 em 100, baseado em 24 críticos, indicando críticas "mistas ou médias".No site agregador de críticas Rotten Tomatoes, 45% das 150 resenhas dos críticos são positivas.